# 菲力斯·汪克爾
菲力斯·海因里希·汪克爾（德語：Felix Heinrich Wankel，發音：[ˈfeːlɪks ˈhaɪnʁɪç ˈvaŋkl̩]；1902年8月13日—1988年10月9日）是一位德國機械工程師，也是汪克爾引擎的發明者。

## 生平

### 早年簡歷
汪克爾出生於萊茵河河谷北方的拉爾，他是魯道夫·汪克爾（Rudolf Wankel）和格蒂·汪克爾（Gerty Wankel）所生的獨子。他的父親歿於第一次世界大戰，隨後舉家遷往海德堡。他在多瑙艾辛根、海德堡和魏恩海姆念過高中，但1921年起輟學。後來他在海德堡的卡爾·溫特出版社（Carl Winter Press）擔任採購，卻因為國內經濟衰退而在1926年失業下崗。
汪克爾自年幼起便對機械產生興趣，特別是內燃機；雖然他未曾獲得任何大學文憑，但憑著自學充實自我的機械知識。

### 與納粹黨的淵源
汪克爾於1921年加入納粹黨，當時他信服於該黨的理念。自1930年代起，他擔任希特拉青年團巴登地區的大區領導，並追隨納粹黨的左翼分子格里哥·斯特拉瑟，曾於1928年与希特勒会面。1932年由於跟巴登地區另一位大區領導羅伯特·瓦格納（Robert Wagner）意見相左，他選擇退黨離開。1933年由於瓦格納的貪污案他無端被捲入，並被關入牢籠六個月，最後經威廉·科普勒（Wilhelm Keppler，希特勒的經濟援助者）從中斡旋而被釋放。

### 工作經歷
第二次世界大戰期間，汪克爾在帝國航空部工作，專門替飛機和魚雷等武器開發油封與旋轉閥門。德國戰敗之後，他被同盟軍收押了數月，他的實驗室被法國佔領軍強行關閉，並禁止再做任何工作。戰後他受到專門製造機械密封零件的格策公司（Goetze AG）聘請，並允許位於林道的自家房子裡進行技術研究工作。後來，他在NSU公司（全名為NSU Motorenwerke AG，1969年被福斯集團收購，並與Auto Union合併成現今的奧迪汽車公司）領導新式引擎的開發工作，並於1957年2月1日成功開發出原型機DKM 54（DKM為德文Drehkolbenmotor的縮寫），首先獲得美國柯蒂斯-萊特公司的許可證。

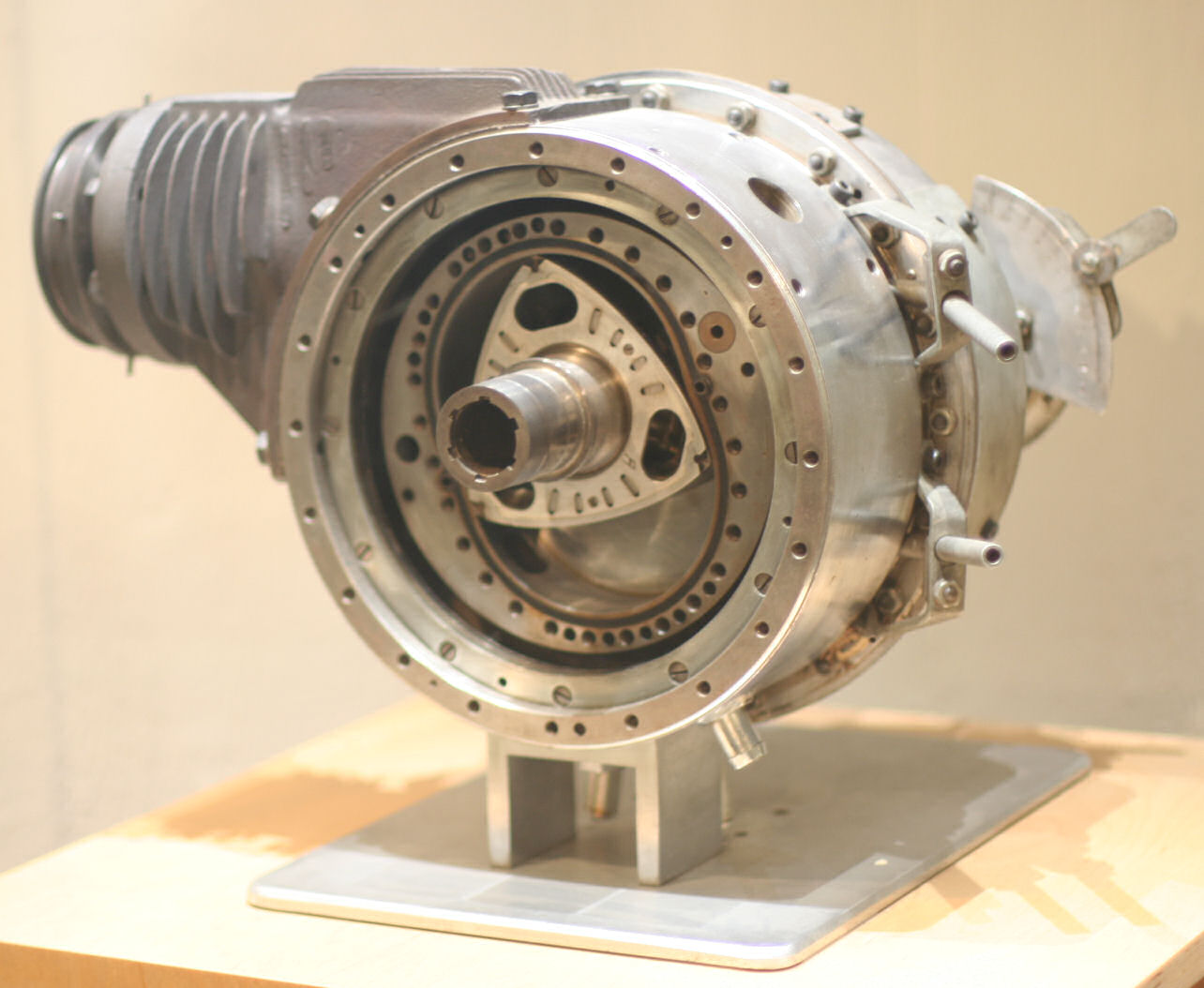
汪克爾引擎DKM54型（1957年）

1960年元月19日汪克爾在德國工程師學會（Verein Deutscher Ingenieure）的會議上，向世人公開發表這具新的無活塞迴轉型引擎。同年，NSU車廠將開發代號KKM 250的無活塞迴轉型引擎搭載在NSU Prinz車款上試驗，從此之後汪克爾引擎變成了無活塞迴轉型引擎的同義詞。1963年NSU車廠發表出世界上第一部搭載汪克爾引擎的量產車「NSU Spider」，並於翌年正式投產。值得注意的是1967年8月推出的NSU Ro80，搭載的雙轉子汪克爾引擎可榨出115匹馬力，並於隔年獲得德國年度風雲車的獎項。在日本，馬自達汽車成功地解決了「惡魔的爪痕」（chatter marks，轉子在運轉時對缸壁造成的嚴重刮傷）問題，其中最著名的車款包括RX-7和RX-8。

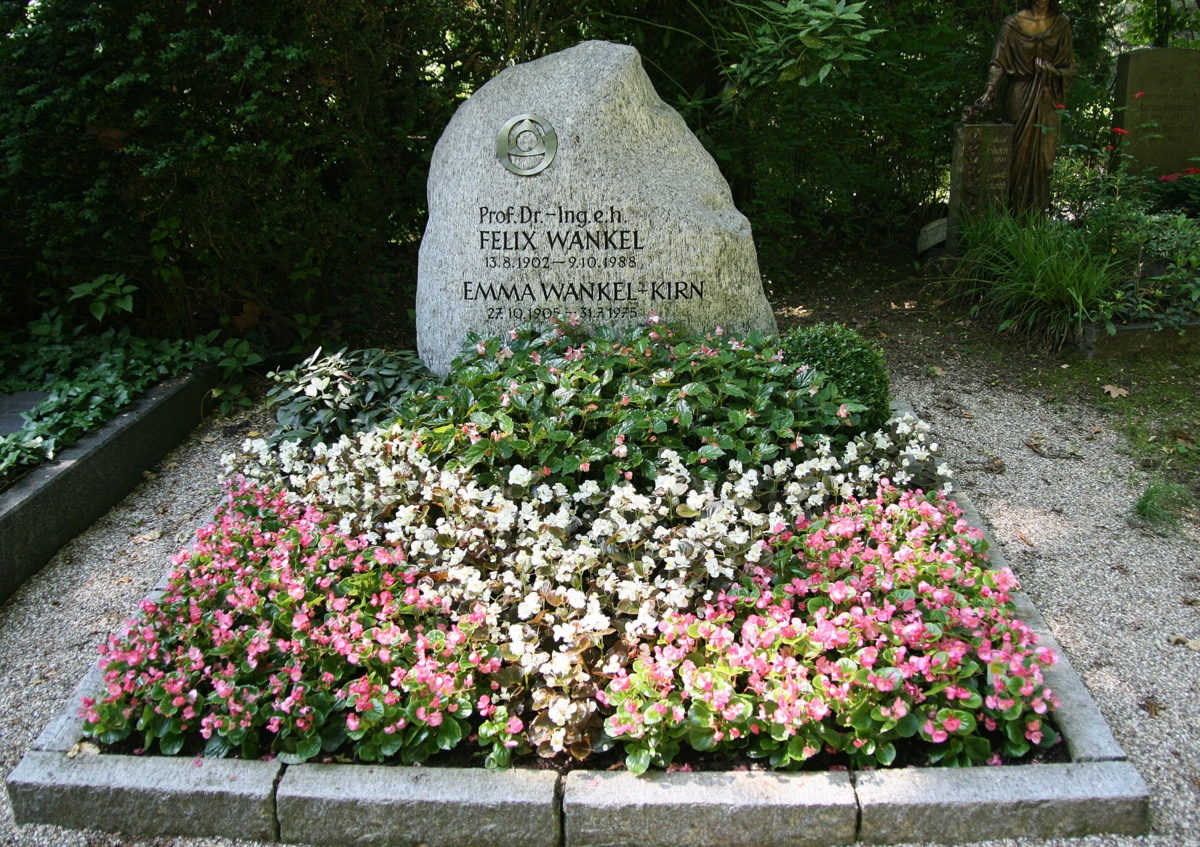
位於海德堡的汪克爾墓塚

靠著授權讓其他工廠製造此類型的引擎，汪克爾的生意經營得很成功。1958年汪克爾與其合夥人成立了「Wankel GmbH」公司，獲得授權許可的車廠包含1961年戴姆勒·賓士及馬自達、1970年通用汽車、1971年豐田汽車等。1971年汪克爾將他在Wankel GmbH的股份以五千萬馬克出售給英國隆侯企業（Lonrho plc，後來改名為Lonmin plc），後來他從弗勞恩霍夫協會（Fraunhofer Society，歐洲最大的應用科學研究組織）取回他的科技發展中心，變成「菲力斯·汪克爾研究室」。戴姆勒·賓士公司跟他的研究室保持合作關係，由該公司支付他的研究經費，以換取其研究成果；後來他將這個研究室以十億馬克出售給戴姆勒·賓士公司。
1988年10月9日汪克爾辭世，享壽86歲，死後葬於海德堡的山之墓園（Bergfriedhof）。

## 逸事
- 汪克爾於1936年與埃瑪·金（Emma "Mi" Kim）結婚，但膝下無子。
- 汪克爾從來沒有考過汽車駕照，因為他的近視度數很深。不過他擁有一輛搭載汪克爾引擎的NSU Ro80，並有專職的司機幫忙開車。
- 晚年汪克爾被授予機械博士學位的頭銜，同時他也是個動物權利擁護者，堅決反對在醫學試驗中使用動物。

## 榮譽與獲獎紀錄

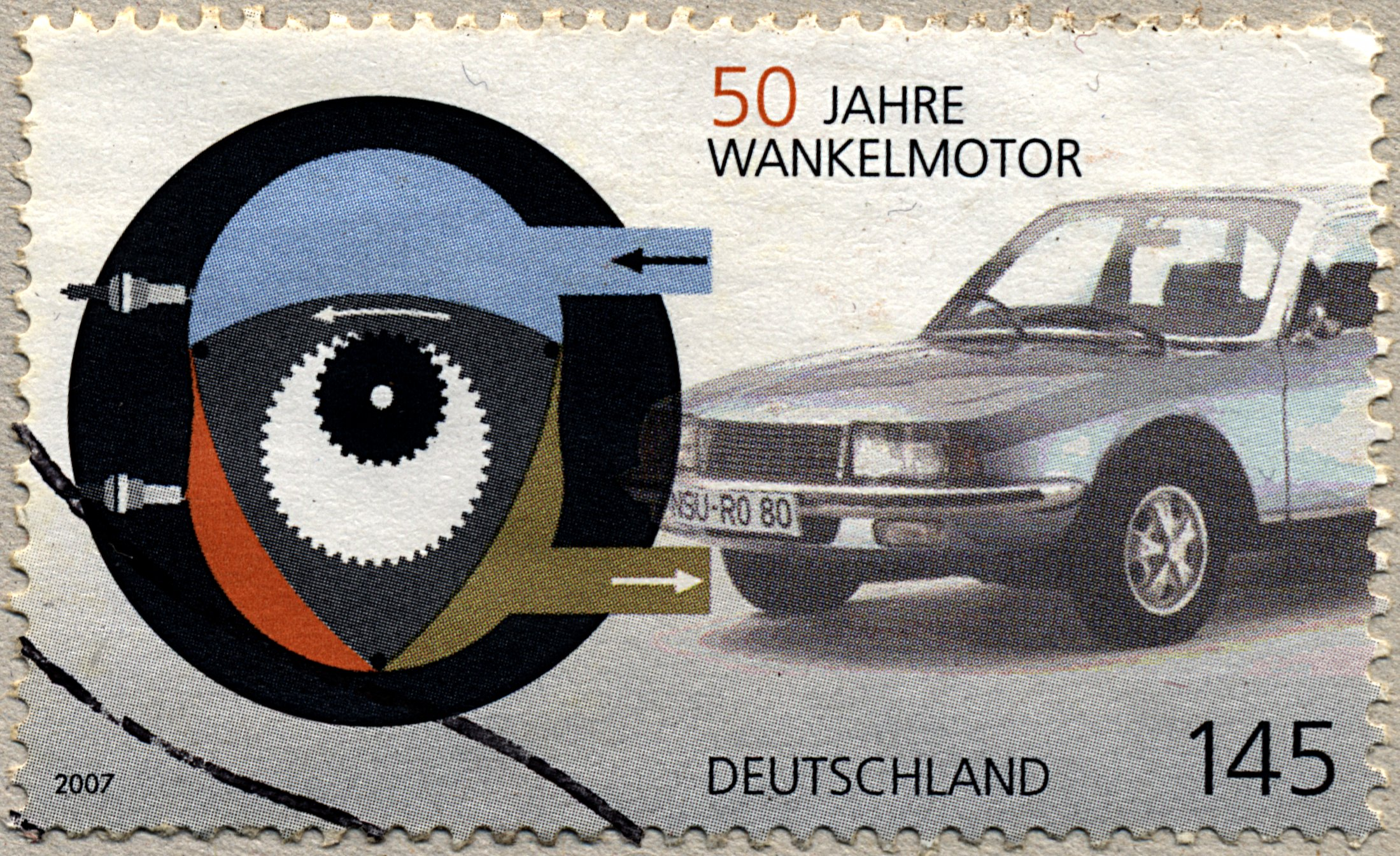
2007年德國發行汪克爾引擎50周年紀念郵票

- 1969年12月5日：慕尼黑工業大學榮譽博士學位。
- 1969年：德國工程師學會（Verein Deutscher Ingenieure）金牌。
- 1970年：傑出服務十字獎章（德國公民最高榮譽）。
- 1971年：約翰·普萊斯·惠勒瑞爾獎章（由費城富蘭克林協會The Franklin Institute頒發的學術榮譽）。
- 1973年：巴伐利亞服務獎章。
- 1981年：德國拉爾市榮譽市民。
- 1987年：本田宗一郎獎章（由日本本田汽車頒發）。
- 林道榮譽市民：但他後來婉拒受獎。

## 內部連結
- 汪克爾引擎
- 馬自達轉子引擎

## 外部連結
- 美國專利第2,988,008号 - 汪克爾引擎之專利內容
- 66年艱苦鑽研，轉子引擎血淚史[永久]
- （德文）Der Wankelmotor und sein Erfinder, Felix Wankel （页面存档备份，存于）